# Carrer Francesc Gil de Frederic (Tortosa)
El carrer Francesc Gil de Frederic és un carrer de Tortosa (Baix Ebre) inclòs a l'Inventari del Patrimoni Arquitectònic de Catalunya.

## Descripció
El carrer se situa entre el carrer de Sant Antoni i la Plaça de Montserrat, a l'extrem Sud-oest del barri de Santa Clara. L'ocupen habitatges plurifamiliars que havien estat antics palaus. La majoria es veuen reestructurats als segles XVIII-XIX. L'estat de conservació del conjunt és mitjà, i alguns es troben bastant degradats.
El núm. 17, molt refet modernament, conserva l'angle de carreus de pedra a la planta i l'arc de pedra adovellat.
Núm. 13: de tres pisos i golfes. Planta de grans carreus de pedra i pisos arrebossats simulant carreus encoixinats i garlandes florals decoratives en els balcons, de ferro i rajola vidriada a la base.
Núm. 10: arc de pedra escarser amb esplandit i data gravada (1788). Els quatre pisos tenen els forjats amb esgrafiats de formes vegetals.
Núm. 7 i 9: conserven els ràfecs de fusta, especialment avançat en el primer cas. El núm. 9 té una entrada gran amb sòcol de manises de dibuix geomètric i floral. Al fons, escala catalana amb ull central.
Núm. 4: façana arrebossada en els pisos, amb encoixinat simulat i sanefes d'esgrafiats amb temes florals estilitzats.

## Història
Tradicionalment aquest carrer ha rebut el nom de carrer ample. Rep el nom modern de Francesc Gil de Federic i Sans, que visqué a l'habitatge del núm. 2, palau de la família. Va néixer el 1702 i fou missioner a Oceania i la Xina, on fou empresonat i decapitat l'any 1745. Pius X el beatificà el 20 de maig de 1906.
El carrer es troba al costat del carrer Montcada, eix de la ciutat medieval. La zona he estat centre neuràlgic urbà fins a l'actual segle.